# Cremastus arctatus
Cremastus arctatus är en stekelart som beskrevs av Dasch 1979. Cremastus arctatus ingår i släktet Cremastus och familjen brokparasitsteklar. Inga underarter finns listade i Catalogue of Life.